# Muurame

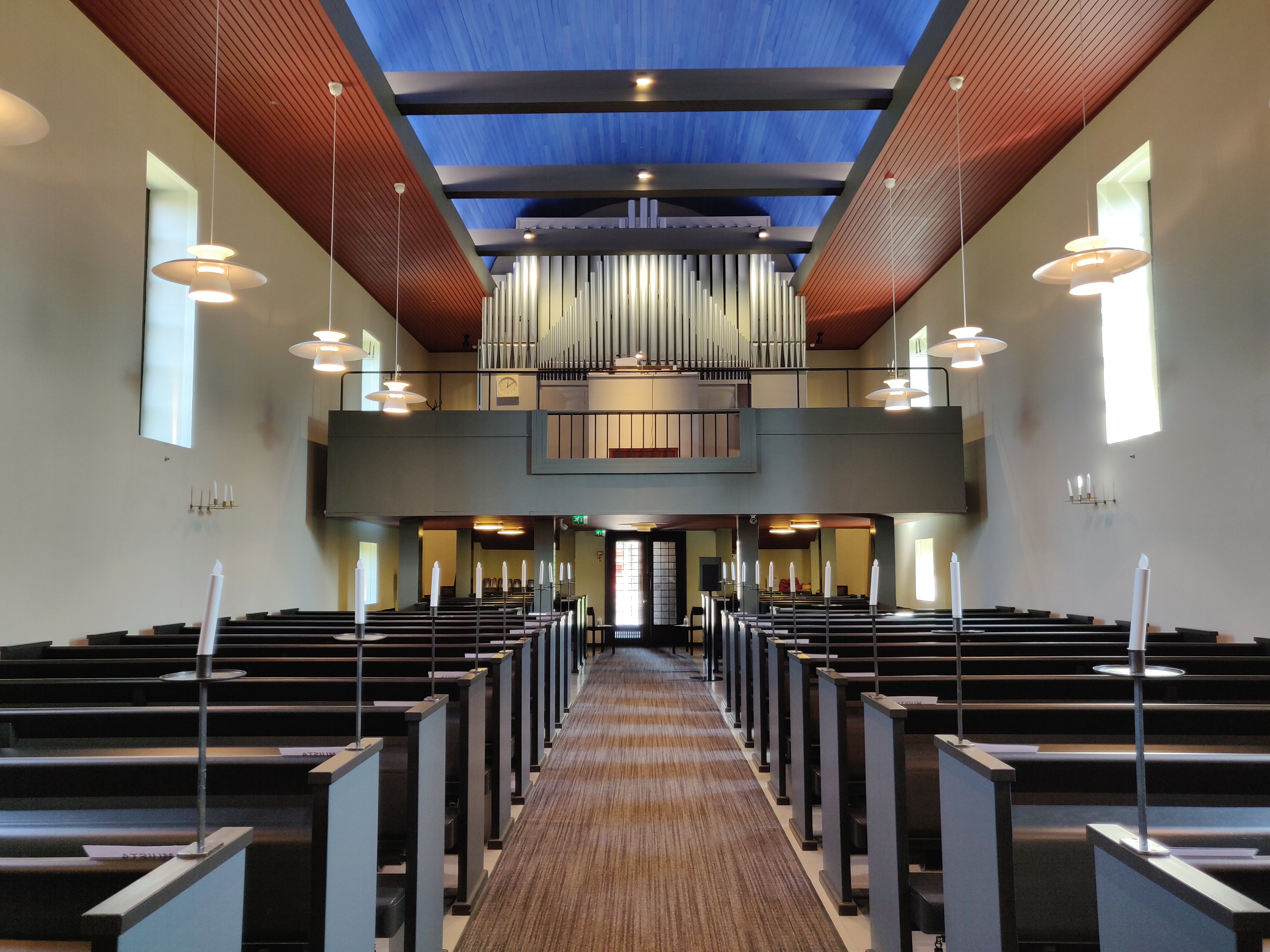
Interior de la iglesia de Muurame, una de las primeras obras diseñadas por Alvar Aalto.

Muurame es un municipio de Finlandia ubicado en la región de Finlandia Central.
En 2022, el municipio tenía una población de 10 488 habitantes, de los cuales más de siete mil viven en la capital municipal homónima.
Se ubica en la periferia meridional de Jyväskylä, en la salida de la carretera E63 que lleva a Tampere, con el lago Muuratjärvi al oeste y el lago Päijänne al este.

## Historia
El municipio de Muurame fue fundado en 1921 al separarse parte del territorio rural de Korpilahti. Sin embargo, en 1924 Muurame perdió parte de su territorio al separarse Säynätsalo como un municipio aparte, a lo que se sumó que el norte de la isla de Muuratsalo se separó del municipio en 1935. La iglesia de Muurame, construida entre 1926 y 1929, fue el primer templo diseñado por Alvar Aalto. El municipio triplicó su población en la segunda mitad del siglo XX debido a su cercanía a la capital regional Jyväskylä.